# Sillars
Sillars ist ein westfranzösischer Ort und eine Gemeinde mit 571 Einwohnern (Stand: 1. Januar 2022) im Département Vienne in der Region Nouvelle-Aquitaine. Die Gemeinde gehört zum Arrondissement Montmorillon und zum Kanton Lussac-les-Châteaux. Die Einwohner werden Sillarois genannt.

## Lage
Sillars liegt etwa 37 Kilometer südöstlich von Poitiers. Umgeben wird Sillars von den Nachbargemeinden Chapelle-Viviers im Norden und Nordwesten, Pindray im Norden und Nordosten, Montmorillon im Osten, Saulgé im Süden und Osten, Persac im Südwesten sowie Lussac-les-Châteaux im Westen.

## Bevölkerungsentwicklung
| Jahr                      | 1962 | 1968 | 1975 | 1982 | 1990 | 1999 | 2006 | 2013 |
| Einwohner                 | 793  | 716  | 656  | 657  | 610  | 594  | 593  | 630  |
| Quelle: Cassini und INSEE |      |      |      |      |      |      |      |      |

## Sehenswürdigkeiten
- Dolmen, seit 1984 Monument historique (siehe auch: Liste der Monuments historiques in Sillars)
- Kirche Saint-Félix aus dem 12. Jahrhundert mit Anbauten aus dem 19. Jahrhundert
- Kapelle von Cherchillé aus dem 19. Jahrhundert

## Persönlichkeiten
- Paul de Ladmirault (1808–1898), General